# Leon Kantelberg
Leon Kantelberg est un footballeur antillais néerlandais, né le 15 juillet 1978 à Eindhoven aux Pays-Bas. Il évolue comme attaquant.

## Palmarès
VVV Venlo
- Eerste divisie (D2)
  - Champion (1) : 2009